# BRLESC

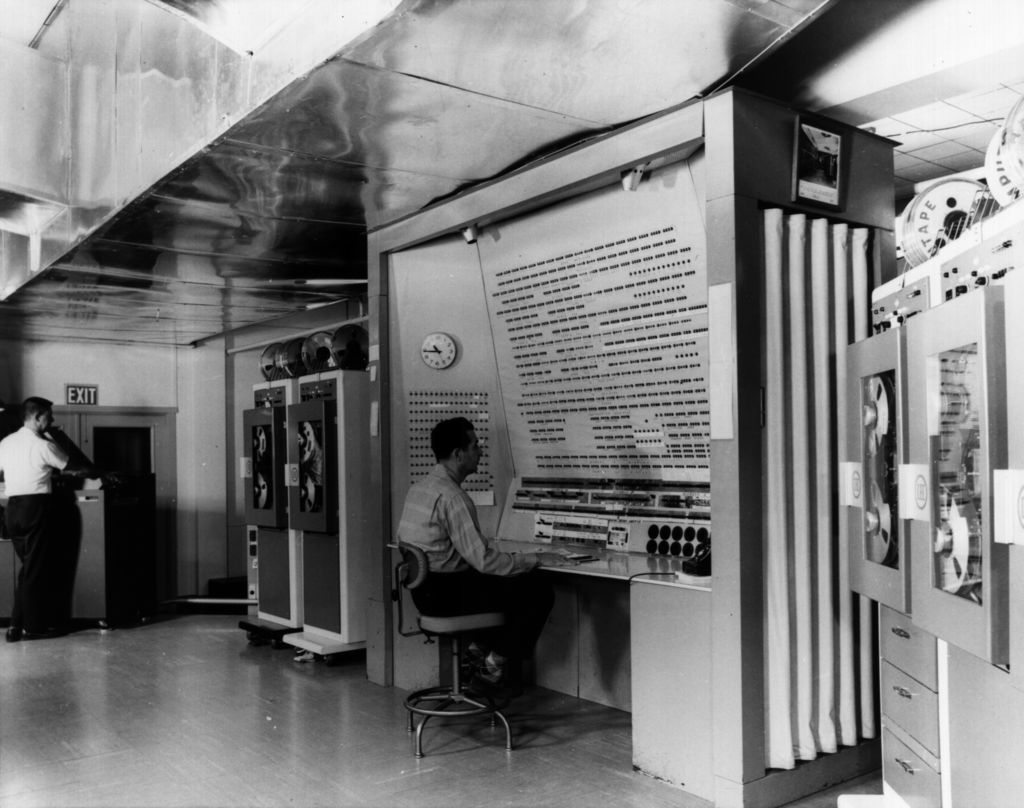
La consola del BRLESC I (foto de Ejército de los EE. UU.)

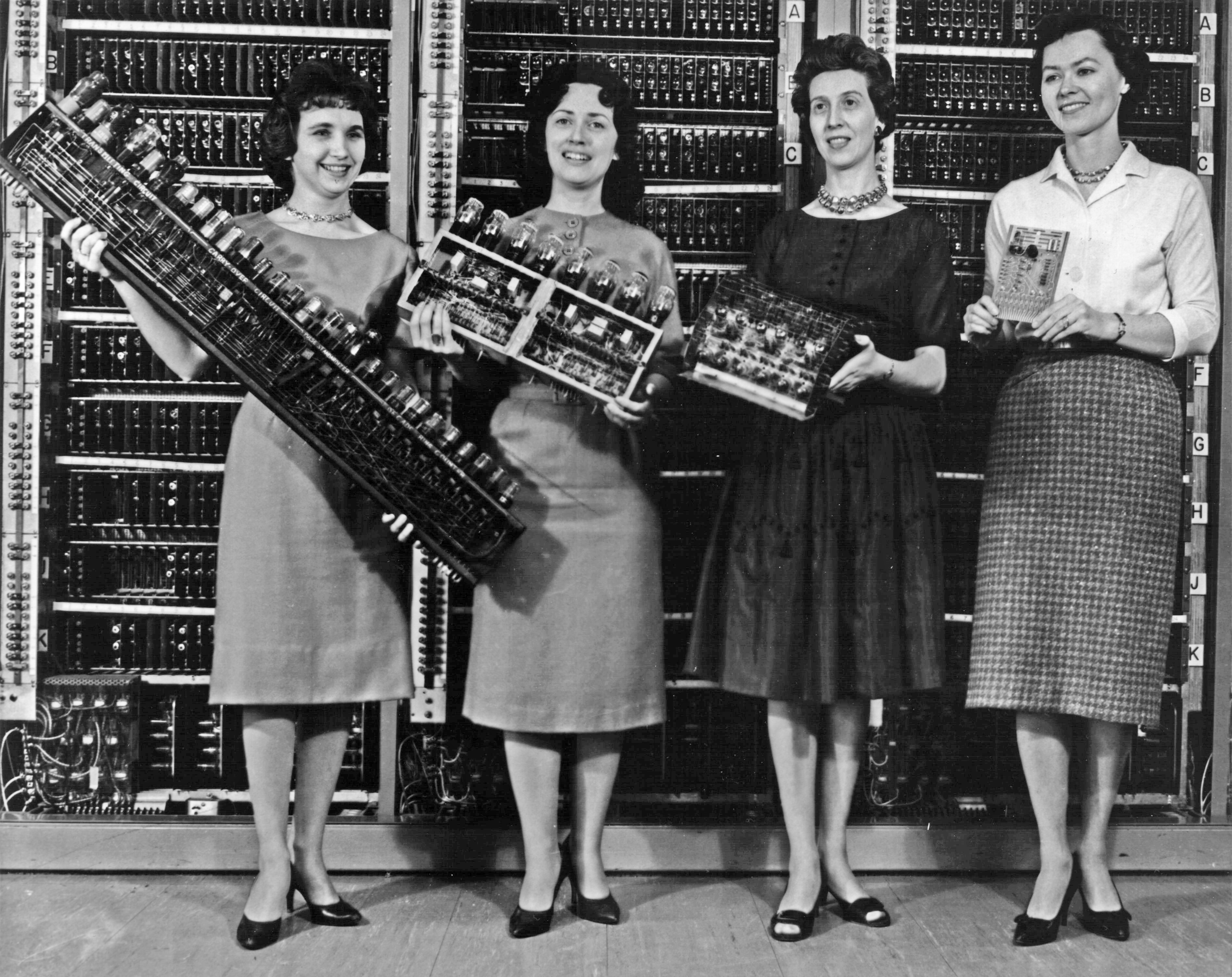
Módulo de Hardware del BRLESC (a la derecha) comparado con los de sus predecesores

Los BRLESC, siglas de Ballistic Research Laboratories Electronic Scientific Computer (Ordenador Científico del Laboratorio de Investigación de Balística), fueron una serie de ordenadores electrónicos de primera generación construidos por el Laboratorio de Investigación de Balística del Ejército de los Estados Unidos (BRL).

## BRLESC I
El modelo BRLESC I se montó en las instalaciones de Aberdeen Proving Ground, con la ayuda de la Agencia Nacional de Estándares (ahora el Instituto Nacional de Estándares y Tecnología). Comenzó a trabajar en 1962, estando diseñado para hacerse cargo del trabajo computacional de los anteriores EDVAC (1949) y ORDVAC (1952), que fueron los sucesores del ENIAC (1946).
El BRLESC I se diseñó principalmente para tareas científicas y militares que requerían alta precisión y alta velocidad computacional, como los problemas de balística, problemas logísticos del ejército o la evaluación de sistemas de armas. Contenía 1.727 tubos de vacío, 853 transistores y unos 45.000 diodos, con una memoria de 4.096 (4Kb) palabras de 72 bits (68 bits de datos más cuatro de paridad), que posteriormente se amplió a 49.152 (48Kb) palabras. El BRLESC empleaba tarjetas perforadas, cintas magnéticas, y un tambor magnético como dispositivos de entrada/salida, que podían trabajar simultáneamente.
Hasta 1964 fue el ordenador más rápido del momento, era capaz de realizar cinco millones de operaciones de bits por segundo (bitwise). Una suma en coma fija tardaba 5 microsegundos, mientras que en coma flotante tardaba entre 5 y 10 microsegundos, una multiplicación en coma fija o flotante tardaba 25 microsegundos, y una división en coma fija o flotante tardaba 65 microsegundos (estos tiempos incluyen el tiempo de acceso a la memoria, que era de 4 a 5 microsegundos).
El BRLESC y su predecesor, el ORDVAC, utilizaban una notación propia para los números hexadecimales. En vez de la secuencia universalmente utilizada hoy A B C D E F, los dígitos diez a quince se representaban por las letras K S N J F L, correspondiendo a los caracteres de teletipo superiores en una cinta de papel de cinco pistas.

## BRLESC II
El BRLESC II fue un mainframe de alta velocidad montado en 1965, que se puso en funcionamiento en el ARDC para complementar al BRLESC I que había estado funcionando desde 1962, y al que reemplazó completamente en 1967. Durante su uso simultáneo podían intercambiar bloques de memoria de 16.384 (16Kb) palabras de 68 bits entre ambas máquinas.